# Yoduro de platino (IV)
El yoduro de platino (IV) es un compuesto inorgánico de fórmula PtI4. Es un sólido diamagnético de color marrón oscuro que pertenece a la familia de los yoduros binarios del platino.

## Preparación
El yoduro de platino (IV) se puede preparar a partir del efecto del yodo sobre el platino: 
Pt + 2I
2  →  PtI
4
El yoduro acelera este proceso. 
También se puede obtener a partir de la descomposición del hexayodoplatinato de hidrógeno (IV) a 80 °C:
H
2[PtI
6]  →  PtI
4 + 2HI

## Propiedades físicas
El yoduro de platino (IV) forma cristales de color marrón oscuro con varias modificaciones:
- α-PtI
4, sistema cristalino rómbico, grupo espacial P bca, [6] parámetros celulares a = 1,290 nm, b = 1,564 nm, c = 0,690 nm, Z = 8;

- β-PtI
4, sistema cristalino cúbico, grupo espacial P m3m, parámetros celulares a = 0,56 nm, Z = 1;

- γ -PtI
4, sistema cristalino tetragonal, grupo espacial I 41/a, parámetros de celda a = 0,677 nm, c = 3,110 nm, Z = 8.

El yoduro de platino (IV) se descompone en agua. También es soluble en etanol, acetona, álcali, HI, KI y NH
3 líquido. 

## Propiedades químicas
Se descompone al calentarse:
PtI
4  →  Pt + 2I
2
Cuando se disuelve en ácido yodhídrico, el yoduro de platino (IV) forma hexayodoplatinato de hidrógeno (IV):
PtI
4 + 2HI  →  H
2[PtI
6]